# Sypna subsignata
Sypna subsignata är en fjärilsart som beskrevs av Walker 1858. Sypna subsignata ingår i släktet Sypna och familjen nattflyn. Inga underarter finns listade i Catalogue of Life.